# Prahst’sche Villa
Die Prahst’sche Villa wurde im Jahr 1870 im historistischen Stil erbaut und diente bis 1919 als Wohnhaus für den Oberlandbaumeister Adolph Prahst. Von 1935 bis 1992 wurde sie als Pfarrkapelle und Pfarrhaus der römisch-katholischen Gemeinde Bützow genutzt. Sie liegt in der Bahnhofstraße 34 in Bützow im Landkreis Rostock.

## Geschichte

### 1869–1919

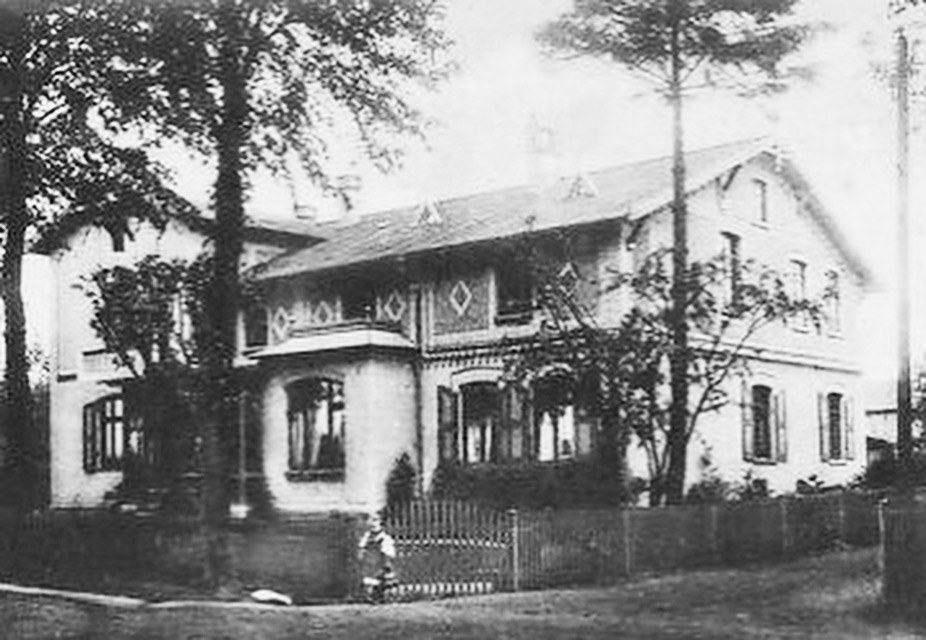
Villa um 1900

Als vom Großherzoglichen Ministerium, Abteilung Domänen und Forsten neu berufener Baumeister für die Ämter Bützow-Rühn und Schwaan kaufte Prahst 1869 ein eingeschossiges Haus in der Bahnhofstraße 34 in Bützow. Durch Aufstockung des Hauses, einen zweistöckigen Anbau am linken Giebel und etliche Umbauten war eine Prachtvilla mit u. a. einem Musiksaal und getrennten Damen- und Herrensalons entstanden. Prahst starb 1919 und die Villa stand zum Verkauf.

### 1919–1931
Die Villa wurde an den Kaufmann Friedrich Stein verkauft, der nur kurze Zeit Eigentümer war.
Nach Gründung einer Zweigniederlassung in der Bahnhofstraße 35 in Bützow, auf dem ehemaligen Gelände der Landwirtschaftlichen Maschinenbauanstalt und Eisengießerei von Julius Jeppe kaufte die Firma H. Josephy aus Rostock die Villa als Kontor und Wohnhaus. 1925 wurden die Räume des Obergeschosses an drei Wohnparteien vermietet. Die unteren Räume standen leer. Nach der Weltwirtschaftskrise musste Josephy 1929 Konkurs anmelden. Durch das Amtsgericht Bützow wurde das Grundstück mehrfach versteigert.

### 1931–1992
Im Jahr 1931 erwarb Heinrich Hemesaat, Pastor aus Güstrow das Grundstück in der Bahnhofstraße. Ausschlaggebend für den Kauf war der große Musiksaal mit Erker und gewölbter Decke. Der Musiksaal der ehemaligen Villa wurde zur Kapelle umfunktioniert. 1935 fanden im Inneren, durch den Architekt Paul Korff verschiedene Umbauten statt. Am 20. Juli 1935 wurde Bützow zur selbständigen katholischen Kirchengemeinde erhoben. Die Bleiglasfenster der Kapelle,  mit den Motiven des Antonius und der Elisabeth, wurden in der Mitte der 1940er Jahre, durch den Pastor Koll aus Trier gestiftet. Durch die Flucht und Vertreibung Deutscher aus Mittel- und Osteuropa von 1945 bis 1950 erweiterte sich die Bützower Gemeinde. Dadurch wurde die Kapelle im Jahr 1947 vergrößert, wobei es zum Abriss einer Innenwand kam. Ein weiterer Wohnraum des Erdgeschoss wurde im März 1953 zur Kapellen-Erweiterung hinzugezogen. Das Gebäude wurde von der Gemeinde bis zum Jahr 1992 als Pfarrkapelle und Pfarrhaus genutzt, danach wurde es profaniert.

### 1992–Gegenwart
Durch den Neubau der St.-Antonius-Kirche Bützow wurde die ehemalige Villa in ein Pfarr- und Gemeindehaus umgewandelt.

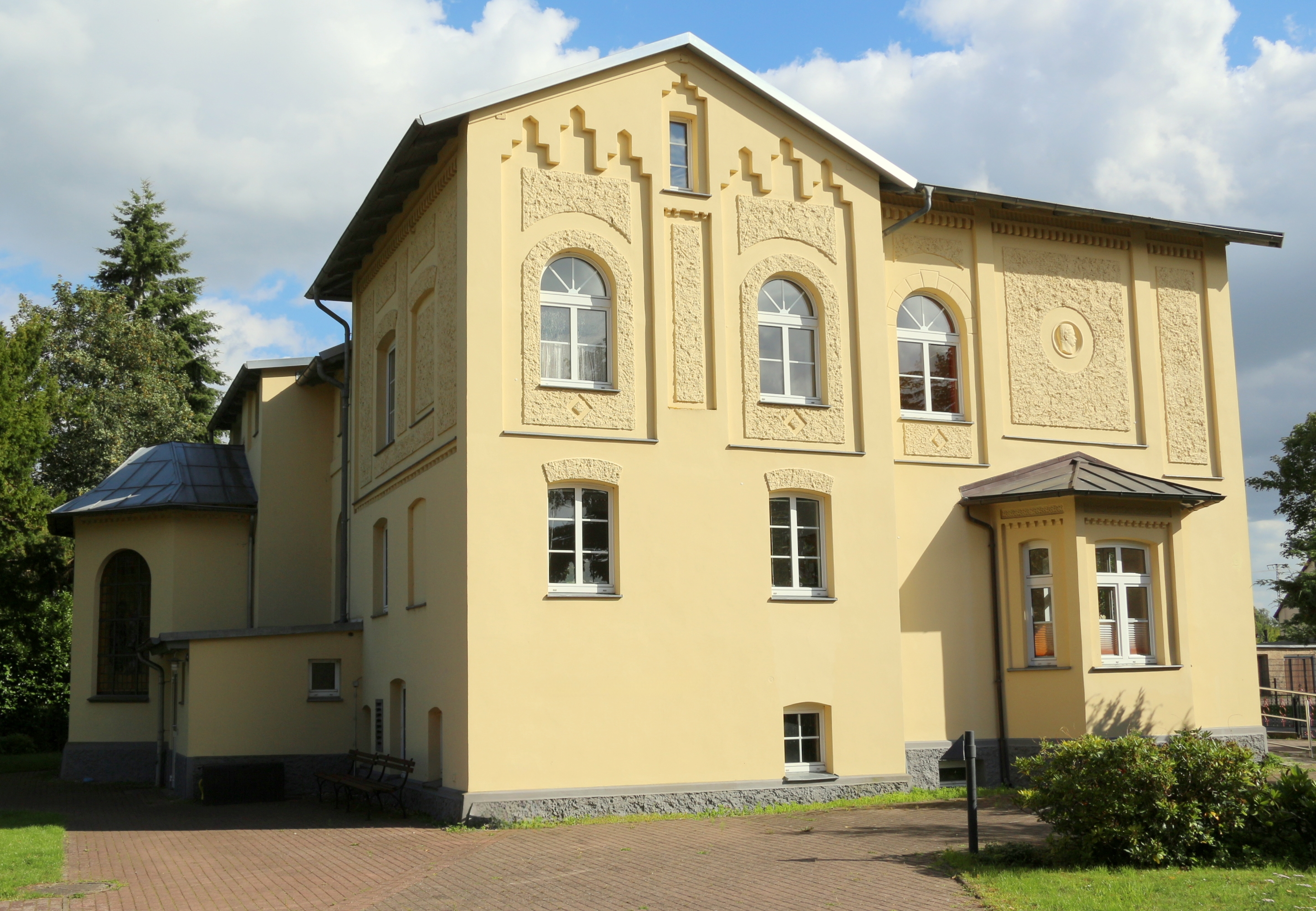
Giebel der Fassade
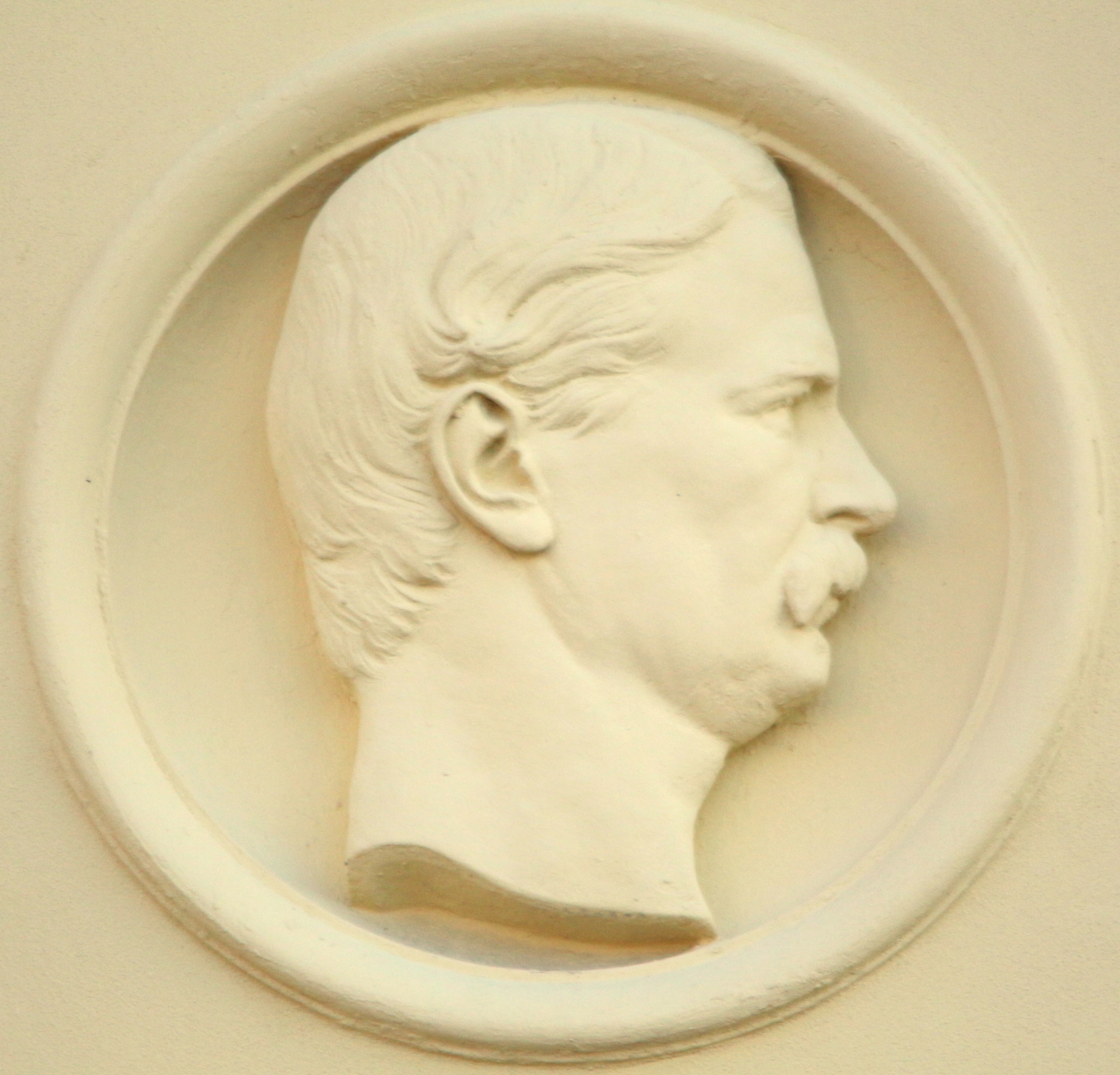
Porträtrelief von Adolph Prahst am Giebel